# Bor Eredetvédelmi Tanács
A Bor Eredetvédelmi Tanács (rövidítve: BET) a földművelésügyi és vidékfejlesztési miniszter  véleményező, javaslattevő jogkörrel működő konzultatív testülete a borászati termékek eredetmegjelöléseinek és földrajzi jelzéseinek, valamint a hagyományos kifejezések közösségi oltalma iránti eljárásokban. A 173/2009. (XII. 22.) FVM rendelet hozta lére, amely a kihirdetését követő 3. napon lépett hatályba.

## Tagjai
- A BET 11 tagból áll. A miniszter:
  - a) 1 főt a borászati hatóságtól,
  - b) 1 főt a Földmérési és Távérzékelési Intézettől,
  - c) 1 főt, mint titkárt a Földművelésügyi és Vidékfejlesztési Minisztérium (ma: Földművelésügyi Minisztérium) részéről nevez ki, továbbá
  - d) 2 főt a Hegyközségek Nemzeti Tanácsa,
  - e) 1 főt a szőlészeti és borászati ágazatban működő érdekvédelmi szervezetek,
  - f) 2 főt a felsőoktatási intézmények szőlészeti-borászati területen működő oktató, illetve kutató részlegeinek jelölése alapján,
  - g) 3 főt pedig a szőlészeti-borászati eredetvédelmi kérdésekben jártas, elismert szakemberek közül kér fel a BET tagjának.
- A BET elnökét a BET tagjai közül legalább 6 tag javaslatára a miniszter nevezi ki.
- A BET titkársági feladatainak ellátását a miniszter biztosítja.[2]

## A tagsági viszony megszűnése
A BET tagság 5 évre szól és megszűnik
- - a) az (1) bekezdésben meghatározott szervvel, illetve szervezettel fennálló jogviszony megszűnésével,
  - b) a kinevezés, felkérés visszavonásával, vagy
  - c) lemondással.

## Működése
- A BET titkársága véleményezés céljából megküldi az elnöknek és a tagoknak a miniszterhez beérkezett, a borászati termékek eredetmegjelölésének, illetve földrajzi jelzésének közösségi oltalma iránti kérelmet, a termékleírás módosításának jóváhagyása iránti kérelmet, a törlés iránti kérelmet, a földrajzi jelzéssé való átalakítás iránti kérelmet, valamint a kérelem elbírálásának nemzeti szakaszában benyújtott kifogást, továbbá a hagyományos kifejezések közösségi oltalma iránti, illetve azok törlése iránti kérelmet. A titkárság értesíti továbbá az elnököt a BET ülése összehívásának szükségességéről. Az ülést az elnök hívja össze az értesítés kézhezvételétől számított 15 munkanapon belül.
- Az ülések napirendjét az elnök határozza meg a titkárság javaslata alapján.
- A tagok a titkárság által megküldött kérelmekre vonatkozó szakértői véleményüket legkésőbb az ülés kezdetét megelőző második napig írásban megküldik az elnök és a titkárság részére.
- A BET ülése legalább 7 tag jelenléte esetén határozatképes.
- A BET üléseit az elnök vezeti.
- A BET ülésére meg kell hívni
  - a) tanácskozási joggal
    - aa) a minisztériumnak a kérelem érdemi vizsgálatában részt vevő szakértőit, és
    - ab) a kérelemmel érintett hegyközségi tanács titkárát,

  - b) a kérelem benyújtóját, akit a BET ülésén meghallgat.[4]